# Thalia Munro
Thalia Munro (Santa Barbara (Califórnia), 8 de março de 1982) é uma jogadora de polo aquático estadunidense, medalhista olímpica e campeã pan-americana

## Carreira
Thalia Munro fez parte do elenco medalha de bronze em Atenas 2004.